# Louis Barras

Louis Barras (1971)

Louis Barras (* 9. Juni 1917 in Lossy; † 17. November 2001 ebenda, heimatberechtigt in Lossy und Corpataux) war ein Schweizer Politiker (CVP) und Agrarfunktionär.

## Biografie
Er besuchte die Landwirtschaftsschule in Grangeneuve. Von 1946 bis 1971 war er Abgeordneter des Grossen Rates des Kantons Freiburg, im Jahr 1959 als Grossratspräsident. Von 1963 bis 1983 war er Nationalrat. Von 1969 bis 1985 war er Präsident der Fédération des syndicats agricoles du canton de Fribourg (FSA; ab 1976: Fédération des coopératives agricoles du canton du Fribourg (FCA); 1993 zur Fenaco fusioniert). Von 1976 bis 1987 war er Mitglied des Bankrats der Freiburger Kantonalbank.
Er war verheiratet mit Marie-Thérèse Villoz und Vater von drei Kindern.